# William Bonnet
William Bonnet (Saint-Doulchard, 25 juni 1982) is een Frans voormalig wielrenner. Hij is de jongere broer van voormalig wielrenner Samuel Bonnet.

## Belangrijkste overwinningen
2004
Parijs-Mantes-en-Yvelines
2005
1e etappe Parijs-Corrèze
2010
2e etappe Parijs-Nice

## Resultaten in voornaamste wedstrijden
| Jaar | Ronde van Italië | Ronde van Frankrijk | Ronde van Spanje |
| ---- | ---------------- | ------------------- | ---------------- |
| 2006 | 111e             |                     |                  |
| 2007 |                  | 109e                |                  |
| 2008 |                  | 102e                |                  |
| 2009 |                  | 128e                | 109e             |
| 2010 | opgave           |                     | 109e             |
| 2011 |                  | buiten tijd         |                  |
| 2012 | opgave           |                     | 152e             |
| 2013 |                  | opgave              |                  |
| 2014 |                  | 158e                |                  |
| 2015 |                  | opgave              |                  |
| 2016 |                  | 127e                |                  |
| 2017 | opgave           |                     |                  |
| 2018 | opgave           |                     |                  |
| 2019 |                  | 143e                |                  |
| 2020 |                  | opgave              |                  |
| 2021 |                  |                     |                  |

| Jaar | Milaan-San Remo | Gent-Wevelgem | Ronde van Vlaanderen | Parijs-Roubaix | Amstel Gold Race | Luik-Bast.‑Luik | Ronde van Lombardije | Parijs-Tours | Parijs-Brussel | Cyclassics Hamburg |  | WK op de weg |  | Wereldranglijsten |
| ---- | --------------- | ------------- | -------------------- | -------------- | ---------------- | --------------- | -------------------- | ------------ | -------------- | ------------------ |  | ------------ |  | ----------------- |
| 2006 |                 |               |                      | 75e            |                  |                 |                      |              | 9e             | 30e                |  |              |  |                   |
| 2007 | 20e             | 40e           | 85e                  | 39e            |                  |                 |                      |              |                | 13e                |  |              |  |                   |
| 2008 |                 |               |                      |                |                  |                 |                      | 35e          | 74e            | 7e                 |  |              |  | 85e (UPT)         |
| 2009 |                 |               |                      |                |                  |                 |                      | 16e          |                | 11e                |  |              |  | 133e (UWK)        |
| 2010 | 67e             |               | 10e                  | 66e            |                  |                 |                      |              |                |                    |  | 86e          |  | 161e (UWK)        |
| 2011 |                 |               |                      |                |                  |                 |                      |              |                |                    |  |              |  |                   |
| 2012 | 77e             |               | opgave               | opgave         |                  |                 |                      |              |                |                    |  |              |  |                   |
| 2013 | opgave          |               | opgave               | 72e            | 91e              |                 |                      |              |                |                    |  |              |  | 200e (UWT)        |
| 2014 | opgave          | 109e          | 63e                  | 88e            |                  |                 |                      | 94e          |                |                    |  |              |  |                   |
| 2015 | 136e            |               | 132e                 | 82e            | opgave           |                 |                      |              |                |                    |  |              |  |                   |
| 2016 | 165e            |               |                      |                | opgave           |                 |                      | 107e         | 131e           |                    |  | 8e           |  |                   |
| 2017 | opgave          |               |                      |                |                  |                 |                      |              |                |                    |  |              |  | 426e (UWT)        |
| 2018 |                 |               |                      |                |                  |                 | opgave               |              |                |                    |  |              |  |                   |
| 2019 |                 |               |                      |                | opgave           | opgave          | opgave               |              |                |                    |  |              |  |                   |
| 2020 |                 |               |                      |                |                  | opgave          |                      | opgave       |                |                    |  |              |  |                   |
| 2021 |                 |               |                      |                | opgave           | opgave          |                      |              |                |                    |  |              |  |                   |

## Ploegen
- 2005 –  Auber 93
- 2006 –  Crédit Agricole
- 2007 –  Crédit Agricole
- 2008 –  Crédit Agricole
- 2009 –  Bbox Bouygues Telecom
- 2010 –  Bbox Bouygues Telecom
- 2011 –  FDJ
- 2012 –  FDJ-BigMat
- 2013 –  FDJ.fr [a]
- 2014 –  FDJ.fr
- 2015 –  FDJ
- 2016 –  FDJ
- 2017 –  FDJ
- 2018 –  Groupama-FDJ
- 2019 –  Groupama-FDJ
- 2020 –  Groupama-FDJ
- 2021 –  Groupama-FDJ

1. ↑  Tot eind juni heette de ploeg FDJ, daarna werd de naam veranderd.